# 藤原内麻呂
藤原 内麻呂（ふじわら の うちまろ）は、奈良時代から平安時代初期にかけての公卿。藤原北家、大納言・藤原真楯の三男。官位は従二位・右大臣。
桓武・平城・嵯峨の三帝に仕え、いずれの天皇にも信頼され重用された。伯父である永手の系統に代わって北家の嫡流となり、傍流ゆえに大臣になれなかった父・真楯より一階級上の右大臣に至り、平城朝～嵯峨朝初期にかけては台閣の首班を務めた。また、多くの子孫にも恵まれ、後の藤原北家繁栄の礎を築いた。

## 経歴

### 桓武朝
桓武天皇が即位した天応元年（781年）従五位下に叙爵し、翌天応2年（782年）甲斐守に任ぜられる。内麻呂の最初の室で、当時桓武天皇の後宮で女孺を務めていた百済永継が、延暦4年（785年）に皇子・良岑安世を儲けると、内麻呂は同年従五位上、延暦5年（786年）正五位上と急速に昇進し、延暦6年（787年）には従四位下に叙せられる。なお、この急速な昇進の背景として、百済永継を担保として内麻呂が桓武天皇の関係を深めた可能性を指摘する意見もある。この間、右衛士佐・中衛少将といった武官を務める。
のち、右衛士督・内蔵頭・刑部卿を歴任し、延暦13年（794年）平安京への遷都の直後に、参議として公卿に列する。参議任官時、台閣では藤原南家の参議・乙叡（34歳）に次ぐ若さ（39歳）であったが、まもなく右大臣・藤原継縄や大納言・紀古佐美といった大官や、上席の参議であった大中臣諸魚・石川真守の薨去・致仕もあり、延暦17年（798年）従三位・中納言に昇進する。この間、陰陽頭・但馬守・造東大寺長官・近衛大将を兼帯。延暦18年（799年）には造宮大夫に任ぜられ平安京遷都の責任者も務めた。
桓武朝において内麻呂は後の蔵人所の前身ともいうべき勅使所の指導的官人であったと見られる事や、延暦24年（805年）12月に藤原緒嗣と菅野真道の間で議論されたいわゆる「徳政相論」において、前殿で桓武天皇の側に侍していた事から見て、桓武天皇の重要な側近であったらしい。しかし桓武朝ではあくまでも、藤原雄友や藤原乙叡ら数多い側近の一人に過ぎず、初期の藤原種継や末期の藤原緒嗣程の寵臣ではなく、政治的影響力には限界があったと想定される。

### 平城朝
延暦25年（806年）平城天皇が即位すると、同年4月に桓武朝で競うように昇進しつつも常に官位で後塵を拝していた藤原雄友と同時に大納言に昇進する。さらに右大臣・神王の薨御を受けて、同年5月には正三位・右大臣に叙任され、遂に藤原雄友を越えて台閣の首座を占めた。この人事については、平城天皇との関係が微妙な伊予親王の外戚であった雄友ではなく、長男・真夏を春宮坊の官人として皇太子時代から平城天皇に接近させていた内麻呂を首班として据えたい平城天皇の意志によるものと想定されている。また、同年8月に侍従を兼任しているが、それまで内麻呂のような太政官の首班が兼任した前例はない。これは、平城天皇との関係の一層の緊密化を図る内麻呂からの申し出で実現したと見られ、天皇と姻戚関係がないまま首班となった内麻呂は、侍従を兼任して近侍することで天皇の後見的な立場を得て、立場の安定化を図ったものと考えられる。
大同2年（807年）に発生した伊予親王事件では、藤原雄友からいち早く事情（藤原宗成が伊予親王に謀反を勧めている事）を知るものの、平城天皇を諫める等の対応を取らず状況を静観する。結局、雄友は流罪となって失脚し、結果的に内麻呂の政治的影響力はさらに伸長する事となった。こうして内麻呂は平城天皇の信任を背景に権力を握っていたが、一方で皇太子の神野親王（後の嵯峨天皇）に対しても、次男の冬嗣を春宮坊の官人として送り込み、さらに娘の緒夏を入内させる等、密接な関係を築いていた。
内麻呂が右大臣に昇進して以降、平城朝で発行された太政官符は66件あるが、不明の6件を除く60件全てで内麻呂が符宣上卿となっており、平城朝においては平城天皇と内麻呂が主導する体制で政治が進められていたと見られる。また、大同元年（806年）に食封1000戸の加封がなされていること、さらに当時三位以上の公卿全員に浅紫の朝服の着用が義務づけられていたところ、大同4年（809年）には内麻呂のみ中紫の朝服の着用が許されていることから、内麻呂に対する平城天皇の信頼の厚さが窺われる。大同4年（809年）正月に従二位に叙せられた。

### 嵯峨朝
大同4年（809年）5月に嵯峨天皇が即位するが、皇太子時代から関係を深めていた天皇の信任を元に引き続き政権を主導する。同年12月に平城上皇が平城宮へ移動すると、翌大同5年（810年）3月に蔵人頭が設置される。蔵人頭の職掌は奏請（臣下の言葉を天皇に奏上）と伝宣（天皇の言葉を臣下に伝達）だが、これはこれまで内侍の職掌であったことから、その設置は平城上皇と尚侍・藤原薬子の行動を掣肘する意味合いが強かった。ここで蔵人頭に任ぜられたのが藤原冬嗣（と巨勢野足）であったことから、設置は内麻呂の発案によるものと想定される。蔵人頭の設置により、嵯峨天皇と平城上皇の関係が急速に悪化する中、内麻呂は引き続き嵯峨天皇の重臣として行動するが、長男の真夏が平城上皇の側近として活動した事は黙認したらしい。これについては、同年末から翌年夏頃にかけて嵯峨天皇が体調不良に陥っており、万一、嵯峨天皇が崩御して皇太子の高岳親王（平城天皇皇子）が即位し平城上皇の政治的影響力が飛躍的増大するという事態に備えたものとする意見がある。
同年9月に発生した薬子の変では、坂上田村麻呂（内麻呂の義兄弟）らの迅速な軍事行動により嵯峨天皇方が圧勝するが、嵯峨天皇の病状回復が十分でない中、嵯峨天皇側の軍事活動は内麻呂と田村麻呂の緊密な連携により実現された可能性が高く、変において内麻呂が果たした役割は極めて大きかったと考えられる。
弘仁3年（812年）9月20日に激しい喉の渇き、視力の衰え、足の痛みによる歩行困難（重度の糖尿病か）のために、既に再起不能として辞職を願い出るが、嵯峨天皇は許さなかった。25日に嵯峨天皇が大原野で狩猟した際に奉献（物品の献上）を行っているが、10月6日に薨御。享年57。最終官位は右大臣従二位。没後、従一位・左大臣の官位を贈られた。

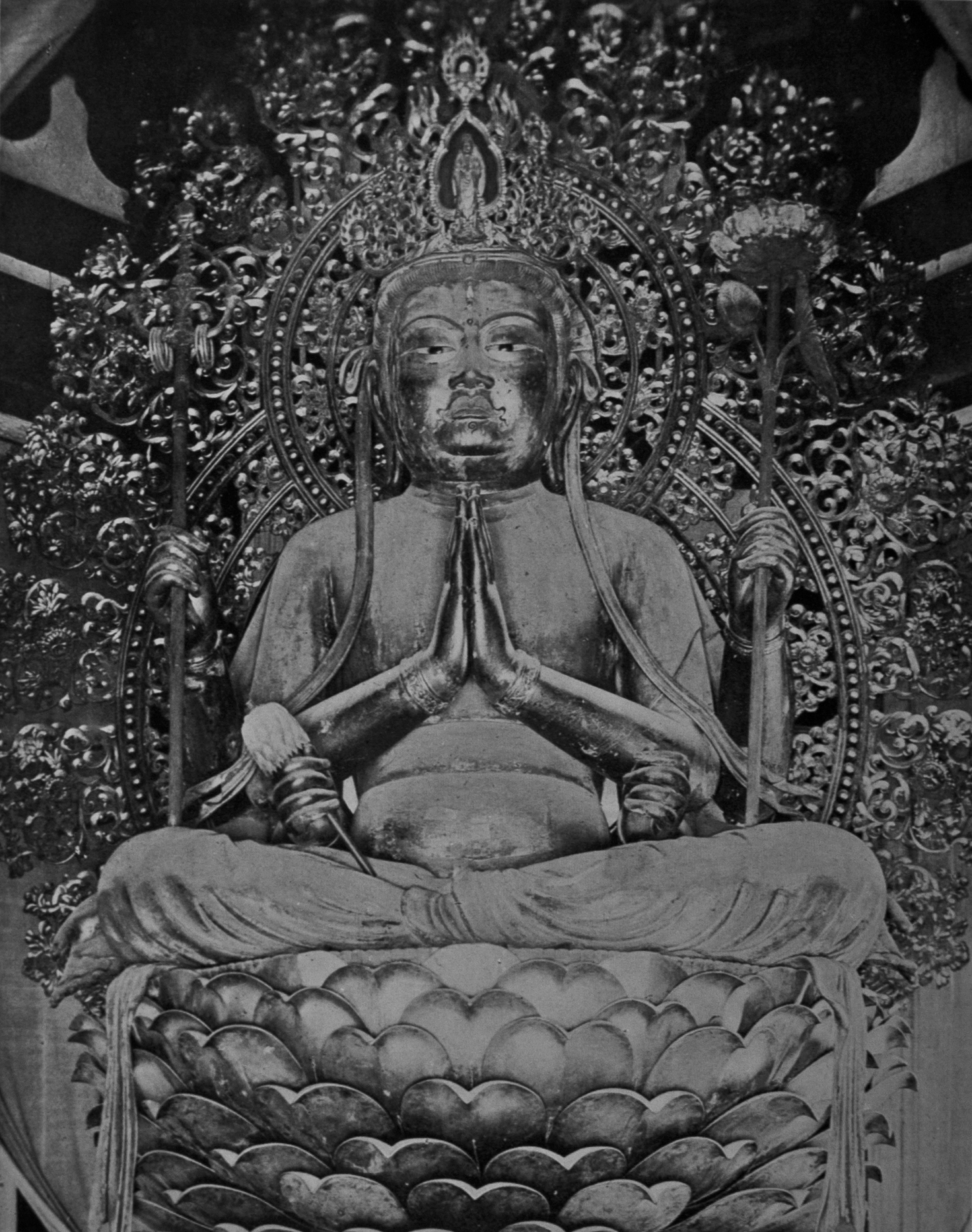
木造不空羂索観音坐像（興福寺）

## 人物
若い頃より人望が厚く温和な性格で、人々は喜んでこれに従った。仕えた代々の天皇から信頼が篤かったが、下問を受けても諂う事はなく、一方で天皇の意に沿わない場合は敢えて諫める事はなかった。十有余年に亘って重要な政務に携わったが、過失を犯す事がなかった。人々からは非常な才覚を持つ人物と評されたという。
興福寺のために不空羂索観音像と四天王像を作り、子・冬嗣に納めさせた。

## 逸話
他戸親王が皇太子の時に悪意を持ち、名家の者を害そうとした。踏みつけたり噛みつく癖のある悪馬がいたため、親王はこの馬に内麻呂を乗せ傷つけようと試みたが、悪馬は頭を低く下げたまま動こうとせず、鞭を打たれても一回りするのみであったという。

## 官歴
※ 注釈がないものは『六国史』に基づく。
- 時期不詳：正六位上
- 天応元年（781年） 10月23日：従五位下
- 天応2年（782年） 閏正月17日：甲斐守
- 延暦3年（784年） 4月30日：左衛門佐
- 延暦4年（785年） 8月7日：従五位上。8月14日：中衛少将。10月12日：兼越前介
- 延暦5年（786年） 正月7日：正五位上（越階）。正月24日：越前守
- 延暦6年（787年） 5月19日：従四位下
- 延暦8年（789年） 3月16日：右衛士督[注釈 1]
- 延暦9年（790年） 3月26日：内蔵頭
- 延暦11年（792年） 6月：刑部卿[20]
- 延暦13年（794年） 10月27日：参議[20]
- 延暦14年（795年） 3月：陰陽頭[20]
- 延暦15年（796年） 正月19日：従四位上兼但馬守[20]。6月：兼造東大寺長官[20]。7月28日：正四位下[注釈 2]
- 延暦16年（797年） 3月11日：兼近衛大将。9月4日：兼勘解由長官
- 延暦17年（798年） 5月24日：正四位上[20]。8月16日：従三位・中納言[20]
- 延暦18年（799年） 4月11日：兼造宮大夫、近衛大将但馬守如故
- 延暦24年（805年） 7月9日：賜尾張国智多郡地13町
- 延暦25年/大同元年[注釈 3]（806年） 正月28日：武蔵守。4月18日：大納言。5月18日：正三位[20]。5月19日：右大臣[20]。8月14日：兼侍従[注釈 4]
- 大同2年（807年） 4月22日：左近衛大将[注釈 5]。8月14日：兼侍従[注釈 4]
- 大同4年（809年） 正月1日：従二位。2月11日：聴着中紫朝服
- 弘仁元年（810年） 9月25日：聴着深紫朝服
- 弘仁3年（812年） 10月6日：薨御（右大臣従二位）、贈左大臣・従一位

## 系譜
『尊卑分脈』による。
- 父：藤原真楯
- 母：阿倍帯麻呂の女
- 妻：百済永継（飛鳥部奈止麻呂の女） - のち桓武天皇女嬬、良岑安世母
  - 長男：藤原真夏（774-830）
  - 次男[注釈 6]：藤原冬嗣（775-826）
- 妻：坂上登子（坂上苅田麻呂の次女）
  - 四男：藤原桜麻呂 - 従五位下・下総守
  - 五男[注釈 7]：藤原福当麻呂 - 従五位下・肥前守
  - 六男：藤原長岡（786-849） - 従四位上・大和守
  - 男子：藤原平○○[23] - 正六位上
  - 女子：藤原恵須子
- 妻：依当大神の女
  - 八男：藤原愛発（788-843）
- 妻：藤原永手の女
  - 十男：藤原衛（799-857） - 正四位下・右京大夫
- 生母不詳の子女
  - 三男：藤原秋継 - 従五位下
  - 七男：藤原率
  - 九男：藤原大津（792-854） - 正五位下・備前守
  - 十一男：藤原助（799-853） - 正四位下・参議
  - 十二男：藤原収 - 播磨権介
  - 女子：藤原緒夏（? -855） - 嵯峨天皇夫人
  - 女子：紀有常室